# When a Man Rides Alone
When a Man Rides Alone is een Amerikaanse western uit 1919 onder regie van Henry King. De film werd destijds in Nederland uitgebracht onder de titel De wrekende hand.

## Verhaal
Als een bende Mexicaanse bandieten een scheepslading goud in handen krijgt, verschansen ze zich in de boerderij van Moreno en zijn dochter Guadalupe. De Amerikaanse sheriff William Sykes leidt zijn mannen naar hun schuilplaats. De bendeleider heeft Moreno wijsgemaakt dat de Amerikanen muitelingen zijn, die uit zijn op de val van Mexico. Terwijl Moreno en zijn dochter hen aanvallen, gaan de bandieten ervandoor met de buit. Guadalupe doet een poging om Sykes te vermoorden, maar ze gaat van hem houden, wanneer ze hem beter leert kennen.

## Rolverdeling
| Acteur            | Personage        |
| ----------------- | ---------------- |
| William Russell   | William Sykes    |
| Carl Stockdale    | De Gier          |
| Lule Warrenton    | Guadalupe Moreno |
| Olga Grey         | Beatriz de Taos  |
| J. Gordon Russell | Rodolpho         |
| Louis Cota        | Juan             |
| D. Mitsoras       | Fernando         |